# Androctonus amoreuxi
Espèce
Synonymes
- Scorpio amoreuxi Audouin, 1826
- Androctonus citrinus Ehrenberg, 1828
- Buthus deserticola Birula, 1903
- Buthus hebraeus Werner, 1935 nec Birula, 1908

Androctonus amoreuxi ou Scorpion à queue grasse est une espèce de scorpions de la famille des Buthidae.

## Distribution
Cette espèce se rencontre en Mauritanie, au Maroc, en Algérie, au Niger, au Tchad, en Libye, au Soudan, en Égypte, en Israël, au Liban, en Syrie et en Jordanie,.

## Description

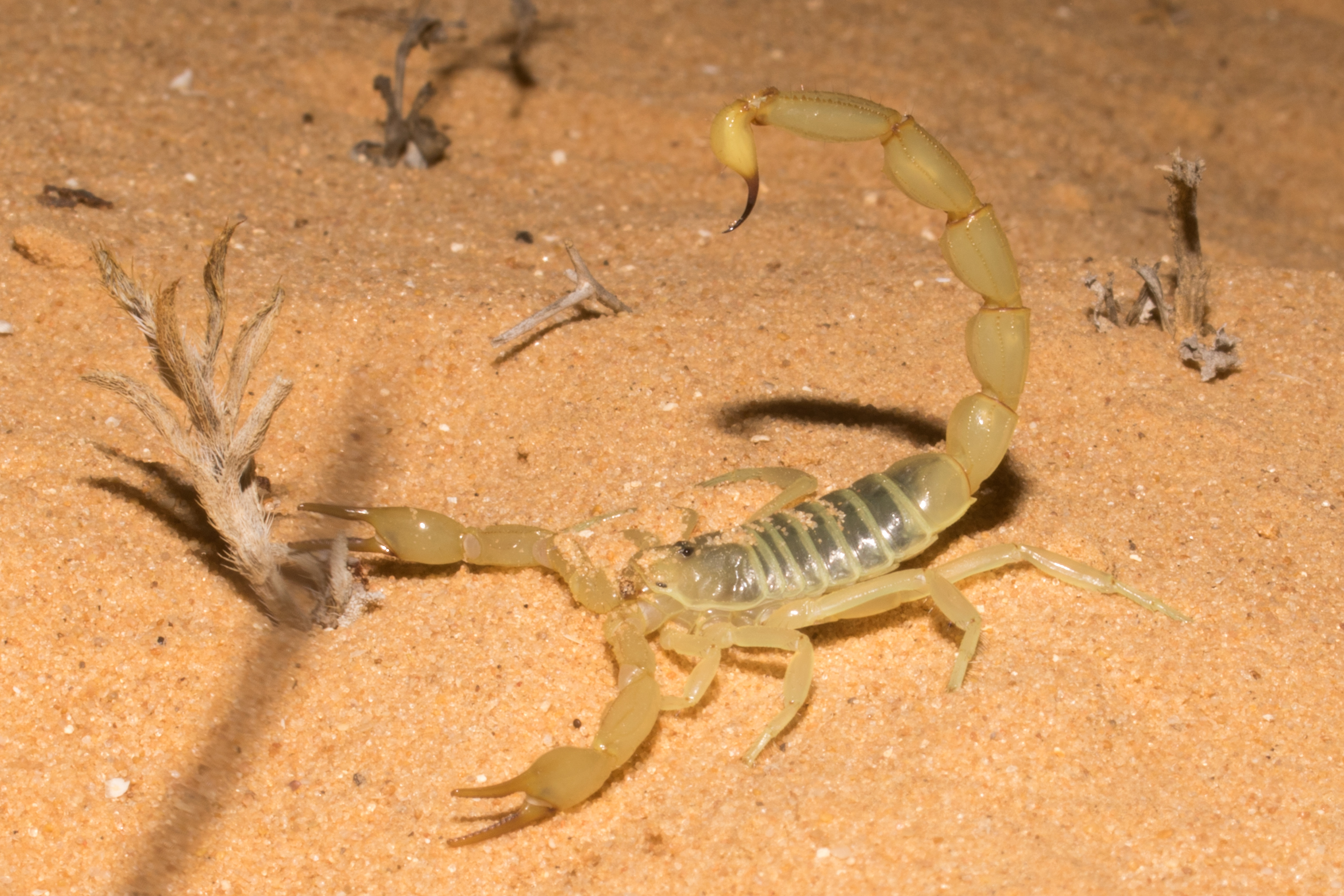
Androctonus amoreuxi

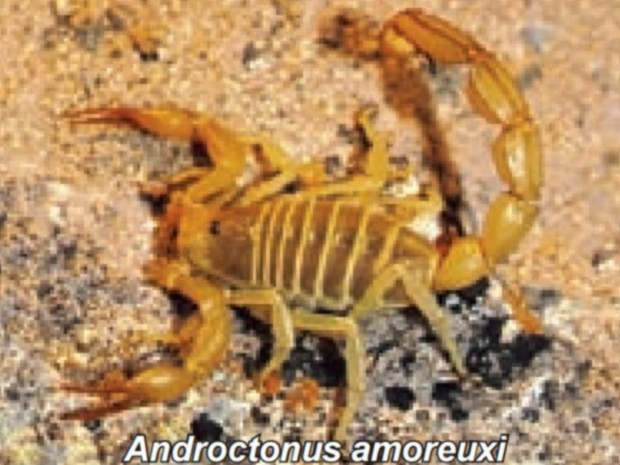
Androctonus amoreuxi

Androctonus amoreuxi mesure jusqu'à 110 mm.
Le telson (dernier segment de la queue) possède un aiguillon aigu et canulé à deux orifices  reliés chacun à une glande venimeuse. 
Son venin est neurotoxique, fortement toxique et mortel pour l'homme. Les effets d'une envenimation vont d'une simple douleur vive à des problèmes cardio-vasculaires ou un œdème pulmonaire voire un décès.En cas de piqûre, il faut bien sûr aller immédiatement dans un lieu médicalisé et recevoir, c'est primordial, le sérum antivenimeux existant.

## Liste des sous-espèces
Selon The Scorpion Files (10/09/2020) :
- Androctonus amoreuxi amoreuxi (Audouin, 1826)
- Androctonus amoreuxi levyi Fet, 1997

## Étymologie
Cette espèce est nommée en l'honneur de Pierre-Joseph Amoreux.

## Publications originales
- Audouin, 1826 : « Explication sommaire des planches d'arachnides de l'Égypte et de la Syrie publiées par J. C. Savigny, membre de l'Institut; offrant un exposé des caractères naturels des genres avec la distinction des espèces. » Description de l'Égypte, ou Recueil des observations et des recherches qui ont été faites en Égypte pendant l'expédition de l'armée française. Histoire Naturelle, tome 1, partie 4, p. 99-186.
- Fet, 1997 : « Notes on the taxonomy of some old world scorpions (Scorpiones: Buthidae, Chactidae, Ischnuridae, Scorpionidae). » Journal of Arachnology, vol. 25, no 3, p. 245-250 (texte intégral).
- Werner, 1935 : « Ueber Skorpione aus Palästina. » Zoologischer Anzeiger, vol. 109, no 7/8, p. 211-216.